# Yessy Mena
Yessy Ferley Mena Palacios (Quibdó, 15 luglio 1989) è un calciatore colombiano, attaccante del Delfines del Este.

## Carriera
Ha giocato nella massima serie dei campionati colombiano e finlandese.